# Factorul uman

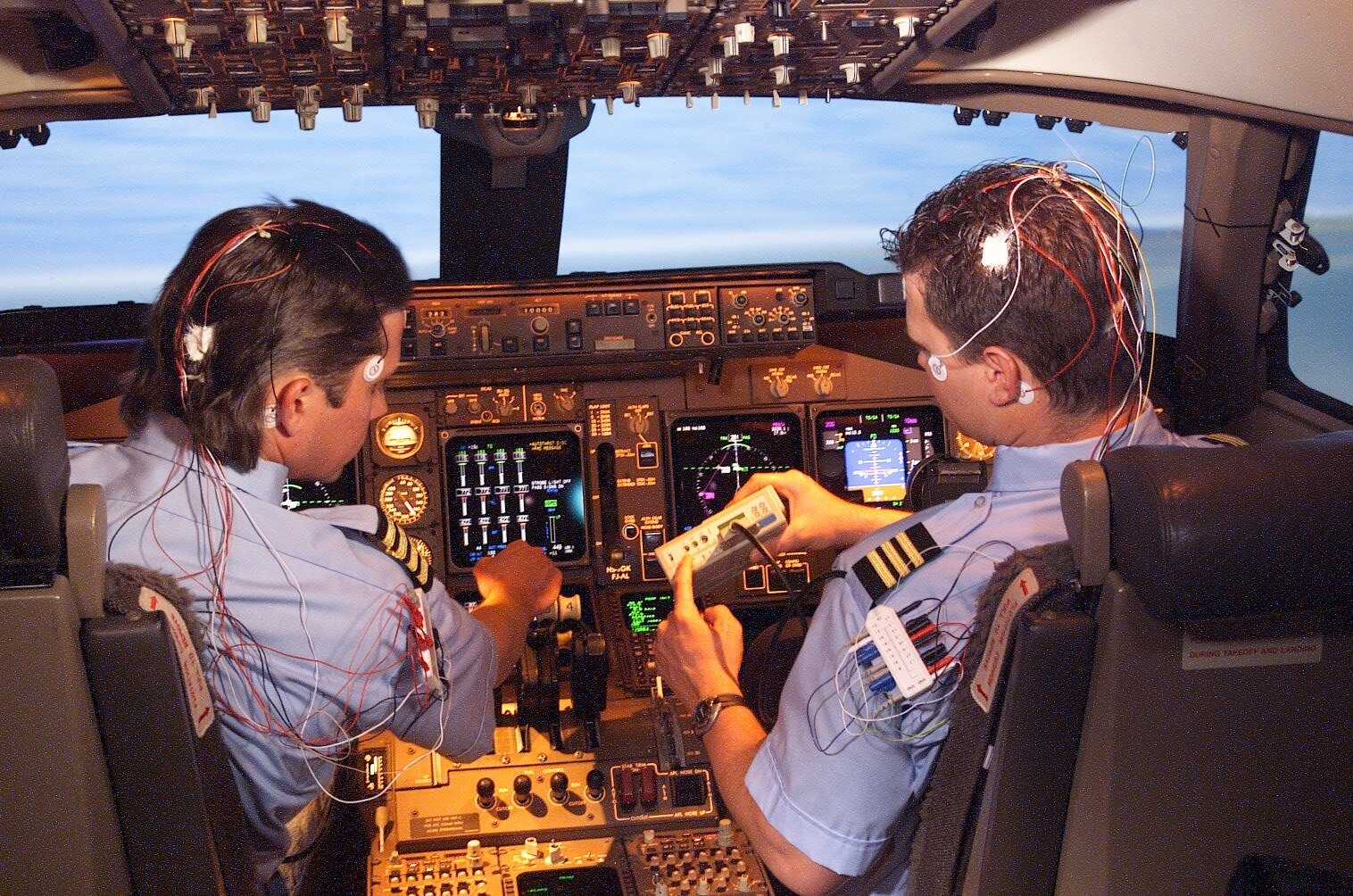
Subiect de cercetare în studiul oboselii umane.

Știința factorilor umani sau tehnologia factorilor umani este un domeniu multidisciplinar, care se interconectează cu domeniile psihologie, inginerie, design industrial, design grafic, statistică, cercetare operațională și antropometrie. Acest termen se referă la:
- Înțelegerea științifică a proprietăților capacității umane (Știința factorilor umani).
- Aplicarea acestei înțelegeri în proiectarea, dezvoltarea și implementarea de sisteme și servicii (Ingineria factorilor umani).
- Arta de a asigura aplicarea cu succes a ingineriei factorilor umani într-un program (denumit uneori Integrarea factorilor umani). Acesta poate fi numit, uneori, ergonomie.

În general, un factor uman este o proprietate fizică sau cognitivă a unui individ sau comportament social, care este specifică 
influenței omului asupra funcționării sistemelor tehnologice și echilibrului dintre om și mediu.
Omul este partea cea mai flexibilă, mai adaptabilă și mai valoroasă din sistemul unei organizații, dar și cea mai vulnerabilă la influențele ce-i pot 
afecta performanțele.
Comportamentul și performanțele umane sunt citate drept cauză a majorității accidentelor.
Factorul Uman studiază oamenii în situații cotidiene și profesionale, legătura lor cu mașinile, procedurile, mediul care-i înconjoară precum și cu 
semenii lor. Factorul Uman reprezintă o disciplină tehnică ce are ca scop optimizarea performanțelor umane în cadrul unui sistem prin 
planificarea, proiectarea și evaluarea lucrărilor, a sarcinilor, a produselor, a organizațiilor, a mediului și a sistemelor pentru a le face compatibile 
cu nevoile, abilitățile și limitările oamenilor.
Conform unor publicații și rapoarte, 70-80% din accidente sunt cauzate de Factorul Uman. Este foarte important ca în fiecare organizație să se 
creeze o cultură de safety (de siguranță ).
În interacțiunile sociale, utilizarea termenului factor uman subliniază proprietățile sociale umane individuale sau caracteristice.
Factorul uman implică studiul tuturor aspectelor umane referitoare la lumea din jurul lor, cu scopul de a îmbunătăți performanțele operaționale, de 
siguranță, prin costurile de viață și/sau adoptarea îmbunătățirii experienței de utilizator final.
Termenii “factor uman”' (sau “factori umani”) și ergonomie au fost utilizați pe scară largă doar în vremurile recente; originea domeniului 
este în domeniul proiectării și utilizării aeronavelor în timpul celui de-al doilea război mondial, pentru a îmbunătăți siguranța navei. Aceștia s-au 
referit la cercetările psihologice de la acel moment, care au condus la inventarea termenilor de "psihologie aplicată" și “ergonomie”.
Studiul cercetătorului Elias Porter, Ph.D. Și al altor cercetători de la RAND Corporation au extins aceste concepte.
"Odată cu progresul gândirii, un nou concept s-a dezvoltat – ceea care a fost posibil pentru a vizualiza o organizație, cum ar fi apărarea aeriană 
sau sistemul om-mașină ca un singur organism, iar acest lucru a fost posibil pentru a studia comportamentul unui astfel de organism. Acesta a 
fost climatul progresului."
Specializările în acest domeniu includ: ergonomia cognitivă, uzabilitatea, interacțiunea om-computer și experiența în inginerie. În acest timp, au 
apărut alți noi termeni. De exemplu, “ingineria testării utilizatorilor” se poate referi la factorul uman profesional care specializează în testarea 
utilizatorilor. Deși denumirea se schimbă, profesioniștii factorului uman împărtășesc o viziune de bază care, prin aplicarea ei la înțelegerea 
factorului uman care intervin în designul echipamentelor, sistemelor și metodelor de lucru care vor fi aplicate pentru a îmbunătăți condițiile de lucru.
Practicienii factorului uman provin dintr-o varietate de medii, predominanți fiind psihologii, fiziologii, designerii, antropologii, specialiștii în 
comunicarea școlară și specialiștii în calculatoare.
Există câteva universități din lume care studiază noțiunea de factor uman până la nivelul de doctorat: / Human Factors Research Group (HFRG)[nefuncțională]
 și Universitatea din Nottingham asigură rg/manufacturing/humanfactors/teaching.aspx/ cursuri de factor uman[nefuncțională]
 atât la nivel de masterat cât și de doctorat, inclusiv cursuri la distanță în 
„Ergonomie aplicată”. Alte Universitățu din Marea Britanie oferă cursuri postdoctorale în factor uman sunt: 
Universitatea Loughborough, Universitatea Cranfield și Universitatea Oxford.

## Istoria ingineriei factorului uman în America
Istoria oficială descrie activitățile în ordine cronologică. Acest lucru poate fi împărțit în 5 marcatori:

### Evoluția înainte de primul război mondial
Înainte de primul război mondial, singurul test de compatibilitate umană la mașină era de încercare și eroare; dacă omul funcționa cu mașina, era acceptat, altfel era respins. Nu a fost o schimbare semnificativă pentru om în timpul războiului civil din America. Biroul din SUA era preocupat dacă uniformele și armele noi produse în masă puteau fi folosite de către oamenii din infanterie. Dezvoltarea ulterioară a fost atunci când inventatorul american Simon Lake a testat operațiile submarine pentru factorii psihologici, urmați de studiul științific al lucrătorului. Acesta a fost un efort dedicat îmbunătățirii eficienței factorilor umani la locul de muncă, efectuat de F W Taylor, iar ulterior și de Frank Gilbreth, Sr. și Lillian Gilbreth.

### Evoluția în timpul primului război mondial
Odată cu debutul primului război mondial, multe echipamente sofisticate au fost dezvoltate. Incapacitatea personalului de a utiliza astfel de sisteme a dus la o creștere a interesului în capacitatea umană. Anterior, accentul pe psihologia aviației a fost pe pus aviator. Dar cu timpul a 
progresat focusarea pe aeronavă, în special pe designul controlului și afișării, efectele factorilor de altitudine asupra pilotului. Războiul a văzut 
apariția cercetării aeromedicale și nevoia de metodelor de măsurare și testare. Totuși, războiul nu a creat disciplina ca atare, motivele fiind 
rămânerea în urmă a tehnologiei în timpul celor 18 luni în care America a fost în război.

### Evoluția între primul război mondial și al doilea război mondial
Această perioadă a cunoscut un ritm foarte lent de dezvoltare a ingineriei factorului uman. Deși, studiul privind comportamentul conducătorului auto a început să devină popular în această perioadă, încât Henry Ford a început furnizarea de milioane de americani cu automobile. O altă 
dezvoltare majoră în această perioadă a fost creșterea performanței cercetării aeromedicale. Până la sfârșitul războiului mondial, două 
laboratoare aeronautice au fost stabilite, unul la Brooks Airforce Base, Texas iar celălalt la domeniul Wright, în apropiere de Dayton, Ohio.
Multe teste au fost efectuate pentru a determina caracteristicile care diferențiază piloții de succes de cei de insucces. În timpul anilor 1930, Edwin Link a dezvoltat primul simulator de zbor. Tendința a continuat, iar noi simulatoare și echipamente de test au fost elaborate. O altă 
evoluție semnificativă a fost în sectorul civil, unde efectele iluminatului asupra productivității muncii au fost examinate. Aceasta a condus la identificarea efectului Hawthorne, ceea ce a sugerat că factorii motivaționali ar influența semnificativ performanța 
umană.

### Evoluția în timpul celui de al doilea război mondial
Odată cu debutul celui de al doilea război mondial, nu a mai fost posibilă adoptarea principiului Tayloristic de potrivire a persoanelor fizice la 
locuri de muncă preexistente. Acum, proiectarea echipamentelor a trebuit să ia în considerare limitările umane și să profite de capacitățile 
umane. Această schimbare a venit la momentul potrivit. Au fost o mulțime de cercetări conduse pentru a determina capacitățile și limitările care 
au trebuit să fie realizate. O mulțime de cercetări aeromedicale au avut loc în perioada interbelică. Un exemplu în acest studiu a fost efectuat de 
Fitts și Jones (1947), care au studiat cea mai efectivă configurație de butoane de control pentru a fi utilizate în motoarele aeronavelor.
O mulțime de astfel de cercetări s-a efectuat în alte echipamente, cu scopul de a face controale, și a ușura afișarea pentru operatorii care le utilizează.
După război, armata Air Force a publicat 19 volume care rezumau ceea ce a fost stabilit de cercetare în timpul războiului.

## Evoluția după al doilea război mondial
În primii 20 de ani de după al II-lea război mondial, cele mai multe activități au fost efectuate de către “părinții” fondatori: Alphonse Chapanis , Paul Fitts , și Small.
Începutul “războiului rece” a condus la o expansiune majoră a laboratoarelor de cercetare susținute de Apărare.
De asemenea, o mulțime de laboratoare începute în timpul războiului au început extinderea. Cea mai mare parte a cercetărilor efectuate în urma războiului au fost sponsorizate de militari. Sume mari de bani au fost acordate de universități pentru a desfășura activități de cercetare.
Domeniul de aplicare al cercetării, de asemenea, extins, de la echipamente mici la stațiile de lucru și sisteme întregi. În același timp, o mulțime de oportunități au început să se deschidă în industria civilă. Accentul s-a mutat de la cercetare la participare, prin consiliere pentru ingineri în proiectarea echipamentelor. După 1965, disciplina a trecut la etapa de maturitate. Domeniul s-a extins odată cu dezvoltarea calculatoarelor și informaticii.
Fondată în 1957, Ergonomia factorului uman și a societății este cea mai mare organizatie din lume de profesioniști dedicați științei factorului uman și ergonomiei. Misiunea societății este de a promova descoperirea și a schimbului de cunoștințe cu privire la caracteristicile ființei umane, 
care se aplică la proiectarea de sisteme și dispozitive de toate tipurile.

## Ciclul factorilor umani
Factorul uman implică studiul factorilor și dezvoltarea de instrumente care facilitează realizarea acestor obiective. În sensul cel mai general, cele trei obiective ale factorilor umani se realizează prin mai multe proceduri în ciclul uman de factori, care descrie operatorului uman (creier și corp) și sistemul cu care acesta interacționează. În primul rând, este necesar pentru a diagnostica sau pentru a identifica problemele și deficiențele în interacțiunea om-sistem pentru un sistem existent. După definirea problemelor, există cinci abordări diferite, care pot fi folosite în scopul de a pune în aplicare soluția: 
- Proiectarea echipamentului: schimbări de natura echipamentelor fizice cu care oamenii lucrează.
- Proiectarea activitătii: se concentrează mai mult pe schimbarea ceea ce operatorii fac decât pe schimbarea dispozitivelor folosite. Acest lucru poate implica atribuirea a o parte sau tuturor sarcinilor către alți lucrători, sau către componentele automatizate.
- Proiectarea mediului: implementarea schimbărilor, cum ar fi îmbunătățirea sistemelor de iluminat, controlul temperaturii și zgomotul redus în mediul fizic în cazul în care sarcina se efectuează.
- Instruirea persoanelor fizice: o mai bună pregătire a lucrătorilor în condițiile în care ei vor întâlni în mediul de muncă interesul angajatorilor pentru training-ul angajaților.
- Selectarea persoanelor fizice: este o tehnică care recunoaște diferențele individuale în om, în fiecare dimensiune fizică și mentală, care este relevantă pentru performanțe bune.

## Știința factorului uman
Factorii umani sunt seturi de proprietăți fizice, cognitive, sociale specifice omului, sau care pot interacționa într-o manieră critică sau periculoasă cu sistemele tehnologice, cu mediul natural al omului sau cu organizațiile umane, sau pot fi luate în considerare în proiectarea de echipamente 
de utilizator ergonomice, orientate spre om. 
Alegerea sau identificarea factorilor umani, de obicei, depinde de impactul lor negativ sau pozitiv posibil cu privire la funcționarea omului în cadrul sistemului sisteme om-mașină.

## Modelul om-mașină
- Vezi și: Sistemul om-mașină

Simplul model om-mașină este o persoană ce interacționează cu o mașină într-un astfel de mediu. Persoana și mașina sunt modelate, atât ca dispozitive de procesare a informațiilor, fiecare cu intrări, procesoare centrale și ieșiri.
Intrările unei persoane sunt: simțurile (ochii, urechile, etc.), iar rezultatele sunt efectorii (mâinile, vocea, etc.).
Intrările unei mașini sunt dispozitive de control de intrare (de exemplu, tastatura, mouse-ul), iar rezultatele sunt dispozitive de afișare de ieșire (de exemplu, pe ecran, alerte auditive). 
Mediul poate fi caracterizat: fizic (de exemplu, vibrații, zgomot, zero-gravitație), cognitiv (de exemplu, presiunea timpului, incertitudine, risc), 
și/sau organizatoric (de exemplu, structura organizatorică, design-ul locurilor de muncă).
Acest lucru asigură un mod convenabil pentru organizarea unora dintre preocupările majore ale ingineriei umane: selecția și proiectarea de ecrane de mașini și de control; structura și proiectarea locurilor de muncă; designul întreținerii și proiectării mediului de lucru.
Exemplu: Conducerea unui automobil este un exemplu familiar al unui sistem simplu om-mașină.
În conducere, operatorul primește semnale din afara vehiculului (sunete și repere vizuale de la trafic, obstacole, și semnale) și de la dispozitivul de afișare interior vehiculului (cum ar fi vitezometrul, indicatorul de combustibil, și indicatorul de temperatură). 
Conducătorul auto evaluează continuu aceste informații, decide cu privire la cursul de acțiunii, și traduce aceste decizii în acțiuni asupra controalelor vehiculului, în special acceleratorul, volanul și frâna. 
În cele din urmă, conducătorul auto este influențat de factori de mediu precum zgomotul, fumul și temperatura.
Nu contează cât de important poate fi pentru a se potrivi un operator individual cu o mașină, unele dintre problemele cele mai dificile și mai complexe ale omului apar în proiectarea de sisteme om-mașină mari și de integrare a operatorilor umani în aceste sisteme.
Exemple de astfel de sisteme de dimensiuni mari sunt: un avion cu reacție jet modern, un birou de poștă automat, o instalație industrială, un submarin nuclear, un vehicul lansat în spațiu sau un sistem de recuperare.
În proiectarea unor astfel de sisteme, ingineria factorilor umani studiază, în plus față de toate considerațiile menționate anterior, factorii: personal, de formare profesională, și procedurile de operare.
- Personalul este instruit cu informațiile adecvate și competențele necesare pentru a opera și de a menține sistemul.

Proiectarea sistemului include dezvoltarea de tehnici de formare și de programe și de multe ori se extinde la proiectarea de dispozitive de formare și ajutoarele de formare.
- Instrucțiuni de operare, procedurile și regulile stabilesc atribuțiile de fiecare operator într-un sistem și precizează modul în care sistemul să funcționeze. Normele de exploatare la cerințele de sistem și oamenii din sistem contribuie în mod semnificativ la operațiuni sigure, ordonate și eficiente.

## Ingineria factorilor umani
Ingineria factorilor umani (ingineriei factorilor umani ) este disciplina de aplicare a ceea ce se știe despre capacitățile și limitele umane la proiectarea de produse, procese, sisteme, și medii de lucru. Acestă disciplină poate fi aplicată la proiectarea tuturor sistemelor cu o interfață 
umană, inclusiv de hardware și software. Cererea de proiectare a sistemului îmbunătățește ușurința a performanței sistemului de utilizare și fiabilitate, și satisfacția utilizatorilor, și în același timp reduce erorile operaționale, operatorul de stres, oboseala, cerințele de formare și răspunderea pentru produs.
Ingineria factorilor umani se concentrează pe modul în care oamenii interacționează cu operațiile, mașinile, calculatoarele și mediul, cu luarea în considerare faptul că oamenii au limite și capabilități. Inginerii factorilor umani evaluează "de la om la om", "de la om la grup", " de la om la organizație," și "de la om la mașină (calculator)," pentru a înțelege mai bine aceste interacțiuni și pentru a dezvolta un cadru de evaluare.
Scopul ingineriei factorilor umani este de a maximiza capacitatea unui individ sau a echipei sale de a opera și menține un sistem de la nivelele cerute prin eliminarea de design-induse de dificultate și de eroare. Inginerii factorilor umani lucreaza cu sisteme de ingineri pentru a proiecta și de a evalua interfețe om-sistem pentru a se asigura că acestea sunt compatibile cu capacitățile și limitările de populație potențial utilizator.
Ingineria factorilor umani se desfășoară în toate fazele de dezvoltare a sistemului, pentru a include cerințele caietului de sarcini, de proiectare și testare și evaluare. Cerințele ingineriei factorilor umani includ: sisteme de evaluare anterioara a sarcinilor operatorului; analiza nevoilor utilizatorilor; analizarea și alocarea funcțiilor, precum și analiza sarcinilor și a volumului de muncă asociate. În timpul fazei de proiectare, ingineriei factorilor umani activități includ: evaluarea modele alternative, prin utilizarea de machete de echipamente și software de prototipuri, software-ul de evaluare prin efectuarea de teste de utilizabilitate , analiza de rafinare de sarcini și volumul de muncă, precum și utilizarea instrumentelor de modelare, cum ar fi modele de figura umană pentru a evalua designul stației si echipajului la locul de muncă și procedurile operatorului. În timpul fazei de testare și evaluare, activitatile ingineriei factorilor umani includ: confirmarea de proiectare ingineriei factorilor umani îndeplinind cerințele caietului de sarcini; măsurarea sarcinii operatorului de performanță, precum și identificarea designului sau caracteristici procedurale nedorite.
Activitățile ingineriei factorilor umani includ: 1. Asigurarea utilității 2. Determinarea profilelor de utilizator dorite 3. Dezvoltarea documentației de utilizare 4. Dezvoltarea programelor de formare.

## Asigurarea utilității
Asigurarea utilității este un concept interdisciplinar, ce integrează ingineria de sistem, cu metodologiile ingineriei factorilor umani. Aceasta se realizează prin intermediul sistemului sau de servicii de proiectare, dezvoltare, implementare și evaluare.
Designul interfeței de utilizator format fizic cuprinde: ergonomia proiectării, designul de interacțiunii și al aspectului. 
Utilizabilitatea dezvoltării cuprinde integrarea factorilor umani în planificarea și managementul proiectelor, inclusiv documentele specificației sistemului: cerințe, proiectare și testare. 
Evaluarea gradului de utilizare este un proces continuu, începând cu caietul de sarcini, cerințele operaționale, prototipurile interfețelor de utilizator, gradul de utilizare alfa și beta de testare, precum și prin intermediul feedback-ul manual si automat după ce sistemul a fost 
implementat.

## Interfața de proiectare
Interacțiune om-calculator este o disciplină care se referă la proiectarea, evaluarea și punerea în aplicare a sistemelor de calcul interactive de uz uman și cu studiul fenomenelor majore care îi înconjoară. Acesta este un subiect bine cunoscut al factorilor umani în domeniul ingineriei. Există multe moduri diferite de a determina interacțiunea om-calculator până la interfața de utilizator de utilizare de testare.

## Metodele de evaluare ale factorilor umani
Metodele de evaluare ale factorilor umani sunt parte a metodologiei factorilor umani, care este parte din ingineria factorilor umani.
Pe lângă evaluare, inginerie factorilor umani se mai ocupă cu metodele de asigurare a gradului de utilizare, pentru a evalua profilurile dorite de utilizator, pentru dezvoltarea documentației de utilizare și de programe de formare, etc
Până de curând, metodele utilizate pentru a evalua factorii umani au variat de la chestionare simple, mai complexe și până la teste costisitoare de laboratoare.
Recent, au fost propuse metode noi, bazate pe analiza de probe de activitate ale utilizatorilor de sistem.
În prezent, activitatea în laboratoare și o parte a metodelor noi este parte din ingineria de utilizare, care face parte din ingineria factorilor umani.

## Scurt rezumat al metodelor de evaluare
Analiza etnografică: Folosind metode derivate din etnografie , acest proces se concentrează pe respectarea utilizării tehnologiei într-un mediu practic. Este o metodă calitativă și de observație, care se concentrează pe experiența și presiunile "lumii reale", precum și pe utilizarea de tehnologii sau medii de la locul de muncă. Procesul este cel mai utilizat la începutul procesului de proiectare.
Grupuri de focus: Grupurile de focus sunt o altă formă de cercetare calitativă, în care un individ va facilita discuțiile și va obține opinii despre o tehnologie sau proces în curs de investigare. Acest lucru poate fi bazat pe un interviu, sau într-o sesiune de grup. Poate fi folosit pentru a obține o cantitate mare de date calitative profunde, , deși din cauza dimensiunii reduse a eșantionului, poate fi supus la un grad mai mare de erori individuale. Poate fi folosit în orice moment în procesul de proiectare, pentru că aceasta depinde în mare măsură de exactitatea întrebărilor care urmează să fie urmărite, precum și structura de grup. Pot fi extrem de costisitoare.
Proiectarea iterativă: Cunoscut și sub numele de prototiping, acest proces iterativ de proiectare încearcă să implice utilizatorii în mai multe etape de proiectare, în scopul de a corecta problemele care pot să apară. Ca prototipuri obținute din procesul de proiectare, acestea sunt supuse la alte forme de analiză cum sunt prezentate în acest articol, iar rezultatele sunt apoi luate și încorporate în noul design. Acest lucru poate deveni un proces costisitor, și trebuie să fie făcut cât mai curând posibil, în procesul de proiectare înainte de a deveni prea concret.
Meta-analiza: O tehnică suplimentară utilizată pentru a examina o mare cantitate de date deja existente sau literatura de specialitate în scopul de a obține tendințe sau a forma ipoteze în scopul de a ajuta deciziile cu privire la design. Ca parte a unui studiu de literatură, o meta-analiză poate fi efectuată în scopul de a discerne o tendință colectivă de variabile individuale.
Tandem între subiecți: Doi subiecti sunt rugați să lucreze în același timp pe o serie de sarcini, în timp ce vocalizează observațiile lor analitice. Acest lucru este observat de cercetător, și poate fi folosit pentru a descoperi probleme de utilitate; în general, acest proces este înregistrat.
Sondaje și chestionare: O tehnică frecvent utilizată în afara factorilor umani, precum sondajele și chestionarele, are un avantaj în măsura în care pot fi administrate la un grup mare de oameni pentru un cost relativ redus, care permite cercetătorului să obțină o cantitate mare de date.
Valabilitatea datelor obținute este, totuși, mereu în discuție, deoarece întrebările trebuie să fie scrise și interpretate în mod corect, și sunt, prin definiție, subiective. Cei care aleg să răspundă au ca efect extinderea diferenței între eșantion și populație.
Analiza activității: Un proces cu rădăcini în teoria de activitate, analiza sarcinilor, este un mod de a descrie sistematic interacțiunea umană ca un sistem sau proces în vederea înțelegerii modului în care să se potrivească cerințelor de sistem și adaptării în funcție de capacitățile umane.
Complexitatea acestui proces este, în general, proporțională cu complexitatea sarcinii analizate, și astfel pot varia în costuri și timp de implicare.
Este un proces calitativ și observațional, utilizat cu precădere la începutul procesului de proiectare.
Gândirea cu voce tare: De asemenea, cunoscută sub numele de "Protocolul concurenței verbale", acest proces este de a cere utilizatorului să execute o serie de sarcini sau de a folosi tehnologia, în timp ce își verbalizaează continuu gândurile, astfel că un cercetător poate câștiga 
experiență cu privire la procesul de analiză a utilizatorilor. Poate fi util pentru găsirea defectelor de proiectare care nu afectează performanțele 
de activitate, dar poate avea un efect cognitiv negativ asupra utilizatorilor. De asemenea, util pentru utilizarea de către experți, în scopul de a 
înțelege mai bine cunoștințele procedurale de către activitatea în cauză. Mai puțin costisitoare decât focus-grupurile, dar tinde să fie mai 
specifice și subiective.
Analiza utilizatorilor: Acest proces este centrat pe valoarea de proiectare pentru atributele destinate utilizatorului sau operatorului, stabilirea 
caracteristicilor care le definesc, creând o personalizare a utilizatorului. Ideal este realizarea ei de la bun început a procesului de proiectare, o 
analiză a utilizatorilor va încerca să prezică caracteristicile cele mai răspândite pe care le au aceștia în comun. 
Acest lucru poate fi problematic dacă conceptul de design nu se potrivește utilizatorului real, sau dacă identificarea este prea vagă pentru a lua 
decizii clare de design. Acest proces este, însă, de obicei, destul de ieftin, și utilizate în mod obișnuit.
"'Vrăjitorul din Oz"': Aceasta este o tehnica mai puțin folosită, dar mai utilă în dispozitive mobile. Pe baza experimentului Vrăjitorului din Oz, această tehnică implică un operator care controlează de la distanță funcționarea unui dispozitiv, în scopul de a imita răspunsul unui program de calculator. Ea are avantajul de a produce un set extrem de schimbător de reacții, dar poate fi destul de costisitor și dificil de întreprins.

## Probleme cu metoda factorului uman
Probleme cele mai des întâlnite sunt următoarele:
(1) Măsurile de învățare a utilizării interfețelor sunt rareori folosite în timpul metodei;
(2) unele studii tratează măsurile în funcție de modul în care utilizatorii interacționează cu interfețele ca fiind sinonim cu calitatea în utilizare, în ciuda unui raport neclar.

## Slăbiciunea testele de laborator
Deși laboratorul de testare este considerat a fi metoda de evaluare cel mai influent, acesta are unele limitări, cum ar fi:
(1) Resurse financiare suplimentare și timp decât alte metode
(2) De obicei, analizează doar o fracțiune din întregul segment de piață
(3) Test de aplicare este limitat la eșantioane
(4) Pe termen lung, problemele cu ușurința de utilizare sunt dificil de identificat
(5) Poate dezvălui doar o parte din probleme totale
(6) Setările de laborator exclude factorii din mediul real.

## Slăbiciunea metodelor de inspecție
Metodele de inspecție (comentarii și cercetări ale experților), pot fi realizate rapid, fără resurse din afara echipei de dezvoltare, și nu au nevoie de expertiza de cercetare care are nevoie de teste de uzabilitate. Cu toate acestea, metodele de control nu au limite, ceea ce înseamnă: 
(1) de obicei, nu implică direct utilizatorii
(2) adesea nu implică dezvoltatori
(3) au ca scop determina problemelelor, nu a soluțiilor
(4) nu încurajează inovare și creația
(5) nu conving dezvoltatorii să își îmbunătățească produsele

## Slăbiciunea anchetelor, interviurilor și focus-grupurilor
Aceste metode tradiționale factorilor umani au fost adaptate, în multe cazuri, pentru a evalua utilitatea produsului. Chiar dacă există mai multe anchete, care sunt adaptate pentru utilizare și care au stabilit valabilitatea în domeniu, aceste metode nu au unele limitări, care includ: 
(1) Fiabilitatea din toate sondajele este mică, cu eșantioane de mărimi mici (10 sau mai puțin)
(2) lungimi Interviu restricționează utilizarea la un eșantion mic
(3) Utilizarea de focus-grupuri pentru evaluarea gradului de utilizare are o valoare extrem de dezbătută
(4) Toate aceste metode sunt extrem de dependente de respondenți

## Slăbiciunea metodelor de câmp
Deși metodele de teren poate fi extrem de utile, deoarece acestea se desfășoară în mediul utilizatorilor naturale, ele au unele limitări, cum ar fi: 
(1) iau, de obicei mai mult timp și resurse decât alte metode
(2) efort foarte mare în planificare, recrutarea, și executare decât alte metode
(3) perioade mult mai lungi de studiu și, prin urmare, necesită bunăvoință mult în rândul participanților
(4) Studiile presupun o foarte puternică interacțiune cu mediul, prin urmare, uzura poate deveni o problemă.

## Aplicații ale ingineriei factorilor umani

### Un exemplu: Inginerie militară aplicată
Înainte de al Doilea Război Mondial, ingineriei factorilor umani nu a avut nici o semnificație în designul de mașini. Prin urmare, multe erori fatale 
omului, în timpul războiului au fost direct sau indirect legate de lipsa de analize în procesul de proiectare și de fabricație. Unul dintre motivele 
pentru apariția atât de multor erori costisitoare a fost faptul că nu s-a făcut o diferență clară între capacitățile umane și cele ale mașinii.
În plus, capacitățile de performanță umană, de limitarea calificării, și tendințele de răspuns nu au fost luate în considerare în mod adecvat de 
către sistemele noi, care au fost produse atât de rapid, în timpul războiului. De exemplu, piloții au fost instruiți de multe ori pe o generație mai 
veche de aeronave, dar în momentul în care au ajuns la zona de război, au fost solicitați pentru a conduce un model mai nou. Mai noul model a 
fost, de obicei, mult mai complex decât cel mai în vârstă și, chiar mai dăunătoare, controalele pot fi opuse au funcții care le sunt atribuite. Unele 
aeronave au solicitat ca panoul de control să fie tras în spate spre pilot, în scopul ergonomiei. În alte aeronave exact opusul a fost necesar, și 
anume, împingerea panoului departe de călători scopul de a facilita urcarea. Dar odată cu această schimbare, mulți piloți au devenit confuzi în 
situații de urgență, și au efectuat manevra incorect, cu rezultate dezastruoase. 
De-a lungul aceleiași linii, piloții au fost supuși unor erori de substituție, datorită în principal lipsei de uniformitate în designul de control, separării 
insuficiente a controalelor, sau lipsei unui sistem de codificare pentru a ajuta la identificarea controalelor pilot de simtul tactil singur. De exemplu, 
în primele zile ale trenului de aterizare retractabil, piloții au prins de multe ori maneta greșit și a ridicat greșit trenul de aterizare în locul 
lambourilor. Suprasarcina senzorială, de asemenea, a devenit o problemă, mai ales în proiectarea cabina de pilotaj. Anul 1950 a adus un 
program puternic de standardizare a formelor de control, locațiilor de gestiune și de suprasarcină.
Creșterea ingineriei factorilor umani în anii '40 a fost evidențiată prin înființarea mai multor organizații de a efectua 
cercetări psihologice pentru proiectarea echipamentelor. Spre sfârșitul anului 1945, Paul Fitts stabilit ceea ce a ajuns să fie cunoscut sub 
numele de “Laboratorul de științe comportamentale” de la Corpul Armatei Aeromedical de laborator, în Dayton, Ohio. Aproximativ în același 
timp, Marina SUA a stabilit recordul de cercetare navală la Anacostia, Maryland (în frunte cu V. Frank Taylor), și Marina Special Centrul special 
de aparatură navală de la Port Washington, New York (condus de Leonard C. Mead). Laboratorul din San Diego, California, a fost stabilit, 
despre un an mai târziu, inițiat de.cvb Arnold M. Small.
În plus, la stabilirea acestor organizații militare, disciplina factorilor umani s- extins în mai multe activități civile. Contractul de sprijin a fost furnizat 
de US Navy și US Air Force de cercetare de la câteva, în special Johns Hopkins, Tufts, Harvard, Maryland, Holyoke, și California (Berkeley).
Paralel cu această creștere, a avut loc și fost înființarea mai multor asociații private ale companiei. Astfel, ca un rezultat direct al eforturilor de al 
doilea război mondial, s-a născut o nouă industrie cunoscută sub numele de psihologia ingineriei sau ingineria factorilor umani.

## De ce știința factorilor umani este importantă domeniul militar?
Până în prezent, mulți manageri de proiect și designeri au în continuare rețineri în considerarea factorilor umani de inginerie ca o parte esențială 
și integrantă a procesului de proiectare.
Acest lucru este, uneori, din cauza lipsei lor de educație în ingineriei factorilor umani, iar alteori din cauza altora, ei înșiși fiind perfect capabil de a examina chestiuni legate de ingineriei factorilor umani. Cu toate acestea, există mai mult ca oricând un progres evident în acceptarea ingineriei factorilor umani într-o mare varietate de aplicații și procese. Armata SUA este deosebit de preocupată de punerea în aplicare a 
ingineriei factorilor umani în fiecare etapă din procesul de achiziție a sistemelor și echipamentelor sale. Doar despre fiecare piesă de unelte, de 
la un avion de multe miliarde de dolari portavion până la cizmele pe care le poartă militarii, este nevoie de analize ingineriei factorilor umani 
înainte de achiziții publice și pe tot parcursul ciclului său de viață.
Lecțiile învățate în urma de al doilea război mondial a determinat SUA, Departamentul de război (în prezent Departamentul american al Apărării), să ia unele măsuri în îmbunătățirea siguranței în operațiuni militare. Departamentul american de Aparare reglementări necesită o gestionare 
globală și strategia tehnică pentru ca integrarea sistemelor umane (HSI)  să fie inițiată la începutul 
procesului de achiziție pentru a se asigura că performanța umană este considerată decisivă în întreaga proiectarea sistemului și procesului de dezvoltare..

## Aplicațiile ingineriei factorilor umani în armata SUA
În Armata SUA , termenul MANPRINT este folosit ca program conceput pentru a pune în aplicare HSI. Programul a fost stabilit în 1984 cu un obiectiv principal pentru a plasa elementul uman (funcționează ca individ, echipajul / echipa, unitate și organizație), pe picior de egalitate cu alte criterii de proiectare, cum ar fi hardware și software. Punctul de intrare a MANPRINT în procesul de achiziție este prin cerințele în documente și studii.

### Ce este MANPRINT?
MANPRINT (puterea forței de muncă și integrarea personalului) este un management cuprinzător și de program de tehnică, care concentrează 
atenția asupra capacităților și limitelor umane pe toată durata ciclului de viață a sistemului: dezvoltarea conceptului, testarea și evaluarea, 
documentarea, proiectarea, dezvoltare, analiza, post-analiza, funcționarea și modernizarea sistemelor. Acesta a fost inițiat în recunoașterea 
faptului că omul este o parte integrantă a sistemului total. În cazul în care partea umana a sistemului nu se poate efectua în mod eficient, întregul 
sistem va funcționa sub-optim.
Scopul MANPRINT este de a optimiza performanța totală a sistemului la un cost acceptabil și în cadrul constrângerilor umane. Acest lucru este 
realizat prin integrarea continuă de șapte considerații umane (cunoscute sub numele de domenii MANPRINT), cu componentele hardware și 
software ale sistemului total și cu celălalt, după caz. Cele șapte domenii MANPRINT sunt: Manpower (M), Personal (P), de formare (T), factorii 
umani de inginerie (ingineriei factorilor umani ), sistemul de siguranță (SS), pericolele pentru sănătate (HH), de supraviețuire Soldier (SSV).
Acestea sunt expuse pe fiecare de mai jos:

#### Manpower (M)
Manpower se adresează personalului militar și civil necesar și potențial disponibil pentru exploatarea, întreținerea, susținerea și asigurarea 
antrenamentului sistemelor. Acesta este numărul de spații de personal (posturi necesare sau autorizate) și persoanele disponibile (putere de operare). Aceste cerințe sunt considerate pentru timp de pace, conflict, și operațiunile de 
mică intensitate. Constrângerile actuale și prognozate cu privire la dimensiunea totală a Armatei/ unității/ organizației sunt, de asemenea, luate 
în considerare. MANPRINT evaluează forța de muncă necesară și / sau disponibilă pentru a sprijini un sistem nou și consideră că, ulterior, 
aceste constrângeri pentru a se asigura că cerințele de resurse umane ale sistemului să nu depășească de alimentare proiectat.

#### Personal (P)
Forța de muncă și de personalulsunt strâns legate. În timp ce forța de muncă se uită la numărul de spații și de oameni, domeniul de personal se adresează caracteristicilor cognitive și fizice și capacitățile necesare pentru a putea să se antreneze pentru exploatarea, întreținerea, și susținea 
materialului și sistemelor informatice. Capacitățile de personal sunt, în mod normal, reflectate ca și cunoștințe, aptitudini, abilități, și de alte 
caracteristici (KSAOs). Disponibilitatea personalului și a KSAOs lor ar trebui să fie identificate din timp în procesul de achiziție și poate duce la 
anumite praguri. Pe majoritatea sistemelor, se pune accentul pe personalul înrolat ca operatorii primari, administratori, și susținători ai 
sistemului. Caracteristicile de personal ale personalului înregistrat sunt mai ușor de cuantificat, deoarece serviciile de baterie ale Armate de 
aptitudini profesionale (ASVAB), este administrat la înrolările potențiale. 
În mod normal, personalul publicării este format din operatori și administratori, în special în sistemele de aviație. Mai întâi, ar trebui să fie 
realizată determinarea cerințelor, identificarea publicului țintă, și utilizate ca bază pentru evaluare. Cerințele cognitive și fizice ale sistemului ar 
trebui să fie evaluate și în comparație cu oferta proiectat. MANPRINT, de asemenea, ia în considerare factori de personal, cum ar fi 
disponibilitatea de recrutare, de identificare de calificare, de promovare, și atribuire.

#### Training (T)
Training-ul este definit ca instruirea sau învățarea la locul de muncă, formare sau dezvoltare abilităților și cunoștințelor esențiale. Training-ul este 
necesar pentru a îmbunătăți nivelul publicului țintă existent de cunoștințe și nivelul pe care ar trebui să îl aibă angajatul pentru a lucra eficient la 
locul de muncă.
Scopul MANPRINT este de a achiziționa sisteme care îndeplinesc baremurile Armatei de instruire pentru operare și întreținere. Considerațiile 
cheie includ dezvoltarea unei strategii de formare accesibile și eficiente (care abordează noi echipamente, dispozitive de formare, instituțional, 
susținere și formare în cadrul unității tactice); determinarea resurselor necesare să-l pună în aplicare în sprijinul cercetării și cea mai eficientă 
metodă de diseminare (antreprenor, învățământ la distanță, pachete exportabile, etc), și evaluarea eficacității de formare.
Instruirea este deosebit de important în achiziționarea și ocuparea forței de muncă a unui nou sistem. Noi sarcini pot fi introduse într-o poziție de 
accize; procesele actuale pot fi schimbate în mod semnificativ; responsabilități de locuri de muncă existente, pot fi redefinite, schimbat, sau eliminate; și / sau în întregime noi posturi pot fi necesare. Este vital să se ia în considerare impactul de formare totală a sistemului, tratand 
persoanelor fizice și organizația ca un întreg.

#### Sistem de siguranță (SS)
Sistemul de siguranță consta in caracteristici de design si caracteristici de funcționare ale unui sistem care folosesc la minimizarea potențialul 
de erori umane sau de mașină si eșecurilor cauzatoare de accidente prejudiciabile. Consideratiile de siguranță ar trebui aplicate în sistemele de 
achizitie pentru a minimiza potențialul de rănire accidentală a personalului si disfunctionalitatile.

#### Pericole pentru sănătate (HH)
Pericole pentru sănătate reprezintă caracteristici de proiectare și caracteristicile de funcționare ale unui sistem care creează riscul vătămării 
corporale sau decesului. Împreună cu riscurile de securitate, o evaluare a riscurilor pentru sănătate este necesară pentru a determina reducerea 
riscurilor sau atenuarea efectelor acestora. Scopul a riscurilor de Evaluare a Sanatatii (HHA) este de a încorpora cunoștințele biomedicale și 
principiile timpurii în proiectarea unui sistem de a elimina sau a controla riscurile de sănătate. Aplicarea la timp a masurilor va elimina sistemele 
costisitoare și retrograde, si formarea profesională care conduce la consolidarea sistemelor defensive de performanta, disponibilitatea și 
economii de costuri. HHA este strâns legată de sănătatea și de medicina preventivă, dar detine un caracter distinctiv de la accentul pus pe 
sistemul defensiv de interacțiuni ale sistemelor militare unice și operațiuni. 
Categoriile de pericol pentru sănătate include: energia acustică, substanțe biologice, substanțele chimice, deficit de oxigen, radiații de energie, 
șoc, extreme de temperatură și umiditate, traumatisme, vibrații, și alte pericole. Pericole pentru sănătate includ acele zone care ar putea cauza 
moartea, vătămarea corporală, boală, invaliditate, sau o reducere a performanței de locuri de muncă.

## Pe plan organizațional și social
Domeniul al saptea abordează probleme legate de factorii asociați cu sistemele socio-tehnice necesare pentru un război modern. Acest 
domeniu a fost recent adăugată pentru a investiga aspecte specifice capacitatea de rețea Enabled (NEC), de asemenea, cunoscut sub numele de Războiul Centric al rețelelor (NCW). Elemente de comandă, cum ar fi comenzile dinamice și structurile de control, de asimilare de date pe 
platforme mulitple și fuziunea în informații ușor de înțeles de către operatorii distribuiți, - sunt unele dintre problemele investigate.
Un domeniu de supraviețuire a soldaților a fost propus, de asemenea, dar acest lucru nu a fost niciodată pe deplin integrată în modelul 
MANPRINT.

## Domeniul integrării
Deși fiecare din domeniile MANPRINT a fost introdus separat, în practică, ele sunt adesea legate între ele și au tendința de a avea un impact 
unul asupra celuilalt. Modificările în proiectarea sistemului, pentru a corecta o deficiență în domeniu MANPRINT, au un impact aproape 
întotdeauna un alt domeniu.

## Factori umani de integrare
Domenii de interes pentru practicieni factorilor umani pot include: instruire, evaluare de personal, de comunicare, analize de sarcini, analize de 
exigențe funcționale și de alocare, descrieri de locuri de muncă și funcții, proceduri de utilizare, cunoștințe, competențe și abilități; cultura 
organizationala, interacțiunea om-mașină , volumul de lucru pe om, oboseala, conștientizarea situației , utilizare, interfața cu utilizatorul, dorința 
de a învăța, atenție, vigilență, fiabilitate, aptitudini de lucru la calculator, design de interacțiune, de control și de afișare, de stres, de vizualizare a 
datelor, diferențele individuale, imbatranire, accesibilitatea , de siguranta, munca în schimburi, munca în medii extreme, inclusiv medii virtuale, 
erori umane, și de luare a deciziilor.

## Aplicații Real World ale factorilor umani - Interfețe multimodale Multi-Modal Interfaces Multi-modale Interfețe
În multe domenii reale, comunicare ineficace apare parțial din cauza de prezentare inadecvată și ineficientă de informații. Multe interfețe reale 
de intrare permit utilizatorului și oferă ieșire de utilizare într-o modalitate unică (cel mai adesea fiind fie vizual sau auditiv). Această modalitate 
unică de prezentare poate duce de multe ori la supraîncărcare de date, în care modalitatea cauzatoare pentru ca utilizatorul să devină copleșit 
de informații să treacă ceva cu vederea. O modalitate de a aborda această problemă este de a folosi multi-modale interfețe.

## Motive pentru utilizarea interfețelor multimodale
Partajare de timp - ajută la evitarea suprasolicitării unei modalități unice. Redundanță - furnizarea de aceleași informații în două modalități 
diferite, asigură faptul că utilizatorul va vedea informații; este utilă în special utilizatorilor cu dizabilități vizuale.
Prevenirea erorilor prin multiple modalitati permite utilizatorului să aleagă modalitatea cea mai adecvată pentru fiecare activitate (de exemplu, 
sarcini spațiale sunt cel mai bine într-o modalitate vizuală și ar fi mult mai greu într-o modalitate olfactivă)
Exemple de interfețe multimodalitate bine cunoscute:
- Telefon mobil – folosește stimulii auditivi, vizuali, tactili și ai producției prin utilizarea de un apel telefonic, vibrant, și a unui ecran de ID-ul

apelantului. 
- ATM – ieșiri atât auditive cât și vizuale

## Securitatea și sănătatea lucrătorilor
Unele dintre cele mai răspândite tipuri de accidente legate de muncă sunt afecțiunile musculo-scheletice. Bolile profesionale musculo-scheletice 
(WRMDs) se manifestă în durere persistentă, pierderea capacității funcționale și a incapacității de muncă, dar diagnosticul lor inițial este dificil, 
deoarece acestea se bazează în principal pe simptomele pacienților. În 
fiecare an, 1,8 milioane de muncitori din SUA suferă de boli profesionale musculo-scheletice și aproape 600.000 de muncitori au leziuni suficient de grave care îi determină muncitorii să își piardă locul de muncă., anumite locuri de muncă sau condiții de muncă 
duce la o rată mai mare de plângeri nejustificate ale lucrătorilor: oboseală, disconfort sau durere care nu dispare după repaus peste noapte. 
Aceste tipuri de locuri de muncă sunt de multe ori acele activități care implică eforturi repetitive și puternice. Prin urmare, este important 
să se colecteze date pentru a identifica locurile de muncă sau condițiile de muncă care sunt cele mai problematice, folosind surse, cum ar fi 
dosarele medicale de la locuri de muncă și analize.
Analiza locurilor de muncă poate fi efectuată folosind metode de analiză, studii de timp, prelevarea de probe de lucru , sau alte sisteme de 
măsurare stabilite de muncă.
Analiza metodelor este de a studia procesul de sarcinile unui lucrător completeaza cu ajutorul unei anchete pas-cu-pas. Fiecare activitate este 
defalcată în pași mai mici, până când fiecare mișcare lucrător efectuează este descris. Făcând astfel, vă permite să vedeți exact unde sarcinile 
repetitive sau strecurat apar. 
Studiile de timp determină timpul necesar pentru un lucrător pentru a finaliza fiecare activitate. Studiile de timp sunt adesea folosite pentru a 
analiza de locuri de muncă ciclice. Acestea sunt considerate "studii bazate pe evenimente", deoarece măsurătorile de timp sunt declanșate de 
apariția unor evenimente prestabilite.
Prelevarea de probe de lucru este o metodă în care timpul de muncă este eșantionat la intervale aleatorii pentru a stabili proporția din timpul 
total petrecut pentru îndeplinirea unei sarcini speciale. Acesta oferă o imagine a cât de des lucrătorii sunt dispuși să își îndeplinească sarcinilor care le-ar putea agresa organismul. 
Sistemele de timp prestabilite sunt metode de analiză a timpului petrecut de către lucrători pe o anumită sarcină. Una dintre cel mai utilizate 
metode este Metoda de măsurare a timpului sau MTM. Alte sisteme comune de măsurare de lucru includ MODAPTS și cel mai mult.